# Resolució 1714 del Consell de Seguretat de les Nacions Unides
La Resolució 1714 del Consell de Seguretat de les Nacions Unides fou adoptada per unanimitat el 6 d'octubre de 2006. Després de recordar les resolucions sobre la situació al Sudan, en particular les resolucions 1590 (2005), 1627 (2006), 1653 (2006), 1663 (2006), 1679 (2006), 1706 (2006) i 1709 (2006), el Consell va ampliar el mandat de la Missió de les Nacions Unides al Sudan (UNMIS) fins al 30 d'abril de 2007.

## Resolució

### Observacions
El preàmbul de la resolució va acollir amb beneplàcit els progressos realitzats en l'aplicació dels acords de seguretat continguts en l'Acord de Pau Complet i també es va demanar a les parts que continuessin amb la implementació d'altres aspectes d'aquest acord. En aquest sentit, hi ha hagut una millora de la situació humanitària al Sudan del Sud.
Hi va haver preocupació per les restriccions imposades a la missió de la UNMIS i l'efecte sobre la seva capacitat de dur a terme el seu mandat amb eficàcia, i l'ús de nens soldat. A més, va reiterar la seva preocupació per la deterioració de la situació humanitària al Darfur i la necessitat de posar fi a tota violència i atrocitats en aquesta regió.
El Consell va acollir amb satisfacció la decisió de la Unió Africana d'ampliar el mandat de la Missió de la Unió Africana al Sudan fins al 31 de desembre de 2006.

### Actes
La resolució 1714 va decidir prorrogar el mandat de la UNMIS fins a finals d'abril de 2007, amb la intenció de renovacions posteriors. El Secretari General de les Nacions Unides Kofi Annan hauria d'informar cada tres mesos sobre l'aplicació del mandat de la UNMIS.
Finalment, va instar a totes les parts als acords relatius a la pau i la seguretat a Sudan a aplicar plenament aquests acords.